# Odoardo Fialetti

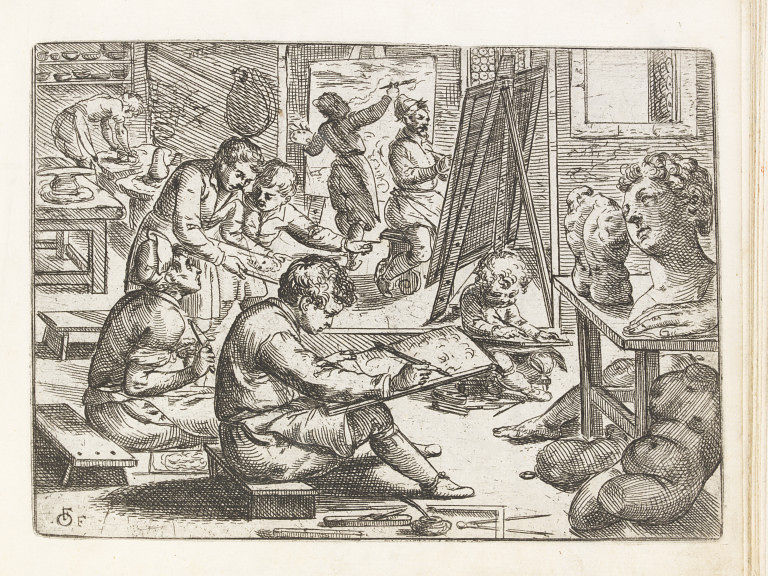
Aprendices dibujando en el taller del pintor. Grabado para Il vero modo et ordine per Dissegnar tutte le Parti et Membra del Corpo Humano, Venecia, por Justus Sadeler, 1608. Londres, Victoria & Albert Museum.

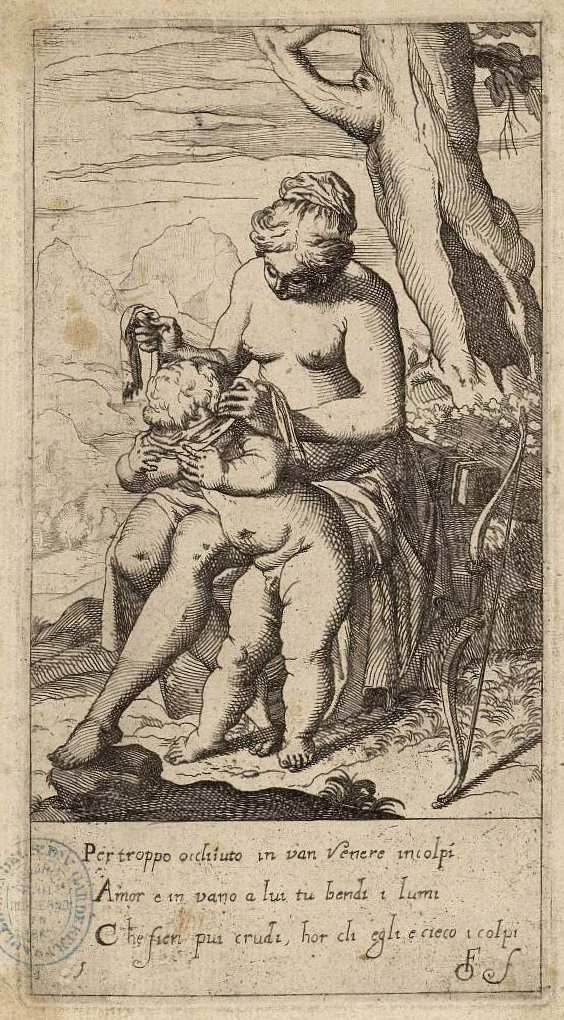
Odoardo Fialetti, Scherzi d'Amore (El deporte del Amor), serie de quince aguafuertes con dedicatoria al barón Roos, Venecia, 1617. Venus cegando a Amor. Biblioteca Nacional de España.

Odoardo Fialetti (Bolonia, 1573-Venecia, 1626/1627) fue un pintor y grabador italiano activo en Venecia donde se le encuentra matriculado en el Arte dei Pittori de 1604 a 1612.

## Biografía
Aunque nacido en Bolonia de familia honorable, según Malvasia, e iniciado en el estudio de la pintura con el boloñés Giovanni Battista Cremonini, huérfano y al cuidado de un hermano mayor, con nueve años se trasladó a Padua y luego a Venecia, donde entró en el taller de Tintoretto. Es posible que pasase también algún tiempo en Roma, completando su formación. Según una carta de Boschini recogida por Malvasia en Felsina pittrice, en iglesias y otros lugares públicos venecianos podían verse en 1660 treinta y ocho pinturas de Fialetti, de las que pocas se han conservado. Destaca de entre estas un ciclo dedicado a la vida de santo Domingo en la sacristía de la iglesia de San Juan y San Pablo, fechado en 1610, en el que se ha señalado la influencia de Leandro Bassano, que trabajó para el mismo templo, y dos lienzos firmados con la historia de Santiago en la iglesia de San Zulian, donde Fialetti conjuga la luces de Tintoretto con los modelos boloñeses de Camillo Procaccini.
Más amplia y mejor conocida es su actividad como grabador, de la que se catalogan unos doscientos cuarenta aguafuertes. Fialetti fue autor de dos de las primeras cartillas para el aprendizaje del dibujo de la figura humana impresas en Italia: Il vero modo et ordine per dissegnar tutti le parti et membra del corpo humano, Venecia, 1608, de la que aún se hicieron nuevas impresiones en el siglo XVIII, y Tutte le parti del corpo humano diviso in piu pezzi. También publicó una serie estampas con grutescos vegetales y animales titulada Disegni varii di Polifilo Zancarli, por invención de este, ampliamente utilizada hasta el siglo XIX junto con otras estampas de Fialetti como modelo en la ornamentación de piezas de cerámica de Nevers, en Francia. De su invención son las quince ilustraciones de los Scherzi d'Amore (Venecia, 1617), con recuerdos de Annibale Carracci y la elegancia de Palma el Joven, y la serie dedicada a los hábitos eclesiásticos en dos volúmenes, Degli habiti delle religioni (venecia, 1626). En el grabado de reproducción pueden recordarse Las bodas de Caná y San Sebastián, ambos sobre modelos de Tintoretto, y una serie de trofeos militares según dibujos de Polidoro da Caravaggio.